# Peter Hodúr
Peter Hodúr (* 2. dubna 1951) je bývalý slovenský fotbalista, útočník. Jeho bratrem je bývalý fotbalista Ján Hodúr a synovcem fotbalista Ivan Hodúr.

## Fotbalová kariéra
V československé lize hrál za Plastiku Nitra (1979-1981) a Spartak Trnava (1981-1984). Nastoupil ke 109 ligovým utkáním a dal 20 gólů. Ve druhé nejvyšší soutěži hrál za Slovan Agro Levice. Po skončení aktivní kariéry působil jako trenér v nižších soutěžích (mj. Váhovce).

## Ligová bilance
| Ročník                                      | Zápasy | Góly | Klub               |
| ------------------------------------------- | ------ | ---- | ------------------ |
| 1. československá fotbalová liga 1979/80    | 29     | 7    | Plastika Nitra     |
| 1. československá fotbalová liga 1980/81    | 27     | 5    | Plastika Nitra     |
| 1. československá fotbalová liga 1981/82    | 19     | 1    | Spartak Trnava     |
| 1. československá fotbalová liga 1982/83    | 28     | 6    | Spartak Trnava     |
| 1. československá fotbalová liga 1983/84    | 6      | 0    | Spartak Trnava     |
| 1. slovenská národní fotbalová liga 1984/85 | 20     | 2    | Slovan Agro Levice |
| CELKEM 1. liga                              | 109    | 20   |                    |